# Claude Charles Aubry de La Boucharderie
Claude Charles Aubry de La Boucharderie (* 25. Oktober 1773 in Bourg-en-Bresse; † 6. November 1813 bei Leipzig) war ein französischer Général de division in der Artillerie.

## Leben
Aubry de La Boucharderie ist der Sohn von Nicolas Aubry, dem Generalinspekteurs des Corps des ingénieurs des ponts et chaussées; sein Onkel war General Jean-Bernard Gauthier (1748–1796). Er wuchs im Château de Loyat auf und wurde von Hauslehrern erzogen. Dem Wunsch seiner Familie folgend, sollte er der Nachfolger seines Vaters werden, doch als Anhänger der Revolution trat er 1789 in die Armee ein.
Er wurde Kadett an der Artillerieschule von Châlons-sur-Marne und mit Wirkung zum 15. April 1793 zum Lieutenant befördert. Als begeisterter Anhänger Napoleons kämpfte Aubry de La Boucharderie in einigen Revolutionskriegen und konnte sich auch durch Tapferkeit auszeichnen.
1802 stellte General Charles Leclerc d’Ostin ein Expeditionsheer zusammen, um in Saint-Domingue auf der westindischen Insel Hispaniola Aufständische unter Führung Toussaint Louvertures zu bekämpfen (→Haitianische Revolution). Aubry de La Boucharderie meldete sich schon früh als Freiwilliger, u. a. zusammen mit Nicolas Bernard Guiot de Lacour, Philibert Fressinet und François Watrin. Nach dem Tod Leclerc d’Ostins kehrte Aubry de La Boucharderie 1803 zusammen mit Guiot de Lacour nach Frankreich zurück.
Nach seiner Beförderung zum Colonel schloss sich Aubry de La Boucharderie wieder der Grande Armée an und wurde Stabschef bei General André Masséna. Er kämpfte u. a. in der Schlacht bei Aspern (21./22. Mai 1809), wo er sehr schwer verwundet wurde. Er kehrte nach Frankreich zurück und erlebte das Kriegsende im Lazarett (→Friede von Schönbrunn). Nach seiner Genesung berief ihn Napoleon zum Leiter der Artillerieschule in Alessandria.
Anlässlich des Russlandfeldzugs meldete sich Aubry de La Boucharderie in den aktiven Dienst zurück. Als Mitglied von Napoleons Stab kämpfte er bei Smolensk (17./18. August 1812), Borodino (7. September 1812), Wjasma (3. November 1812) und an der Beresina (26./28. November 1812).
Bereits im darauffolgenden Jahr kämpfte er tapfer bei Großgörschen (2. Mai 1813) und Bautzen (20./21. Mai 1813). In der Völkerschlacht bei Leipzig (16./19. Oktober 1813) wurde er sehr schwer verwundet und starb am 6. November 1813 in einem Militärlazarett bei Leipzig während der Amputation seines rechten Beins.

## Ehrungen
- 1804 Chevalier der Ehrenlegion
- 14. April 1810 Baron de l’Émpire
- 18. Juni 1812 Commandeur der Ehrenlegion
- 28. September 1813 Comte de l’Émpire
- Sein Name findet sich am östlichen Pfeiler (20. Spalte) des Triumphbogens am Place Charles-de-Gaulle (Paris)